# Cressa abyssicola
Cressa abyssicola är en kräftdjursart som beskrevs av Sars 1879. Cressa abyssicola ingår i släktet Cressa och familjen Cressidae. Inga underarter finns listade i Catalogue of Life.